# بيرنارد لاكومب
بيرنارد لاكومب (بالفرنسية: Bernard Lacombe) (15 أغسطس 1952 في ليون) لاعب كرة قدم ومدرب فرنسي سابق . كان يلعب في مركز المهاجم لصالح نادي ليون ثم نادي بوردو ومع منتخب فرنسا .

## المسيرة الرياضية
بدأ لاكومب مسيرته الرياضية في نادي ليون سنة 1969 حيث زامل إيمي جاكيه لاعبا ثم مدربا للفريق . تم استدعائه للمشاركة في أول مباراة دولية مع منتخب فرنسا في 1973 . شارك في بطولة كأس العالم 1978 وسجل هدف في مرمى منتخب إيطاليا بعد مرور 30 ثانية فقط من بداية المباراة والذي يعتبر صاحب الرقم القياسي في أسرع هدف فرنسي دولي . كما شارك في بطولة كأس العالم 1982 وساهم في تحقيق بطولة كأس الأمم الأوروبية 1984 . بعدما أمضى فترة بسيطة في نادي سانت إتيان انضم إلى نادي بوردو واجتمع مجددا مع جاكيه وحقق بطولة دوري الدرجة الأولى 3 مرات . في خلال 255 مباراة يعتبر لاكومب ثاني أفضل هداف في تاريخ بطولة دوري الدرجة الأولى خلف ديليو أونيس .
بعدما اعتزل كلاعب عاد إلى نادي ليون من أجل احتلال منصب المدير التقني من 1988 إلى 1996 ثم كمدرب من 1996 إلى 2000 ثم مستشارا خاصا لرئيس النادي جان ميشيل أولاس وخلال هذه الفترة استطاع أن يساهم في تحقيق الفريق بطولة دوري الدرجة الأولى سبع مواسم متتالية وبالتالي المشاركة في بطولة دوري أبطال أوروبا لسبع مواسم متتالية أيضا . يتمتع لاكومب بثقة أولاس وقد وافقه الرأي في مسألة التعاقد مع بعض نجوم الفريق البرازيليين أمثال جونينهو برنامبوكانو ، إدملسون ، كريس ، كلاوديو كاسابا ، وفريد تشافيز .

## روابط خارجية
- بيرنارد لاكومب على موقع الاتحاد الدولي (مؤرشف)  (الإنجليزية)
- بيرنارد لاكومب على موقع الاتحاد الأوربي (الإنجليزية)
- بيرنارد لاكومب على موقع قاعدة بيانات كرة القدم.إي يو (الإنجليزية)
- بيرنارد لاكومب على موقع ليكيب (الفرنسية)
- بيرنارد لاكومب على موقع ناشيونال فوتبول تيمز (الإنجليزية)
- بيرنارد لاكومب على موقع عالم كرة القدم.نت (الإنجليزية)